# Tourisme dans le Nord-Pas-de-Calais

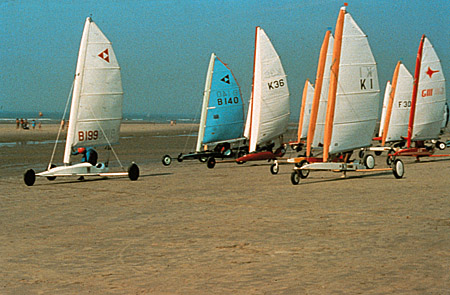
Chars à voile sur la Côte d'Opale

Le tourisme dans la région Nord-Pas-de-Calais est principalement lié au tourisme balnéaire sur la Côte d'Opale ainsi qu'au tourisme de mémoire avec un patrimoine historique important. Le parc zoologique de Lille, dont l'entrée est gratuite, est le premier site touristique de la région. Concernant les sites payants, le centre national de la mer Nausicaá à Boulogne-sur-Mer est le plus visité, rejoint depuis peu par le Louvre-Lens ouvert en 2012.
On peut distinguer les zones touristiques suivantes :
- la Côte d'Opale,
- la Flandre maritime,
- la Flandre intérieure et les monts des Flandres,
- Lille Métropole,
- le Hainaut,
- l'Avesnois,
- Arras et le Sud-Artois,
- les 7-Vallées,
- Calais et l'arrière-pays,
- Saint-Omer et l'Audomarois,
- De Béthune à Lens en traversant le bassin minier.

## Historique
Depuis plusieurs siècles, la Côte d'Opale est une destination touristique importante. Lors du XIXe siècle, de nombreuses villes comme Boulogne-sur-Mer jouissent d'une attractivité importante. Les Anglais y viennent en masse et y amènent des éléments de leur culture comme les bains de mer ou le golf, et vont même jusqu'à y développer des stations balnéaires comme Le Touquet ou Hardelot au début du XXe siècle.

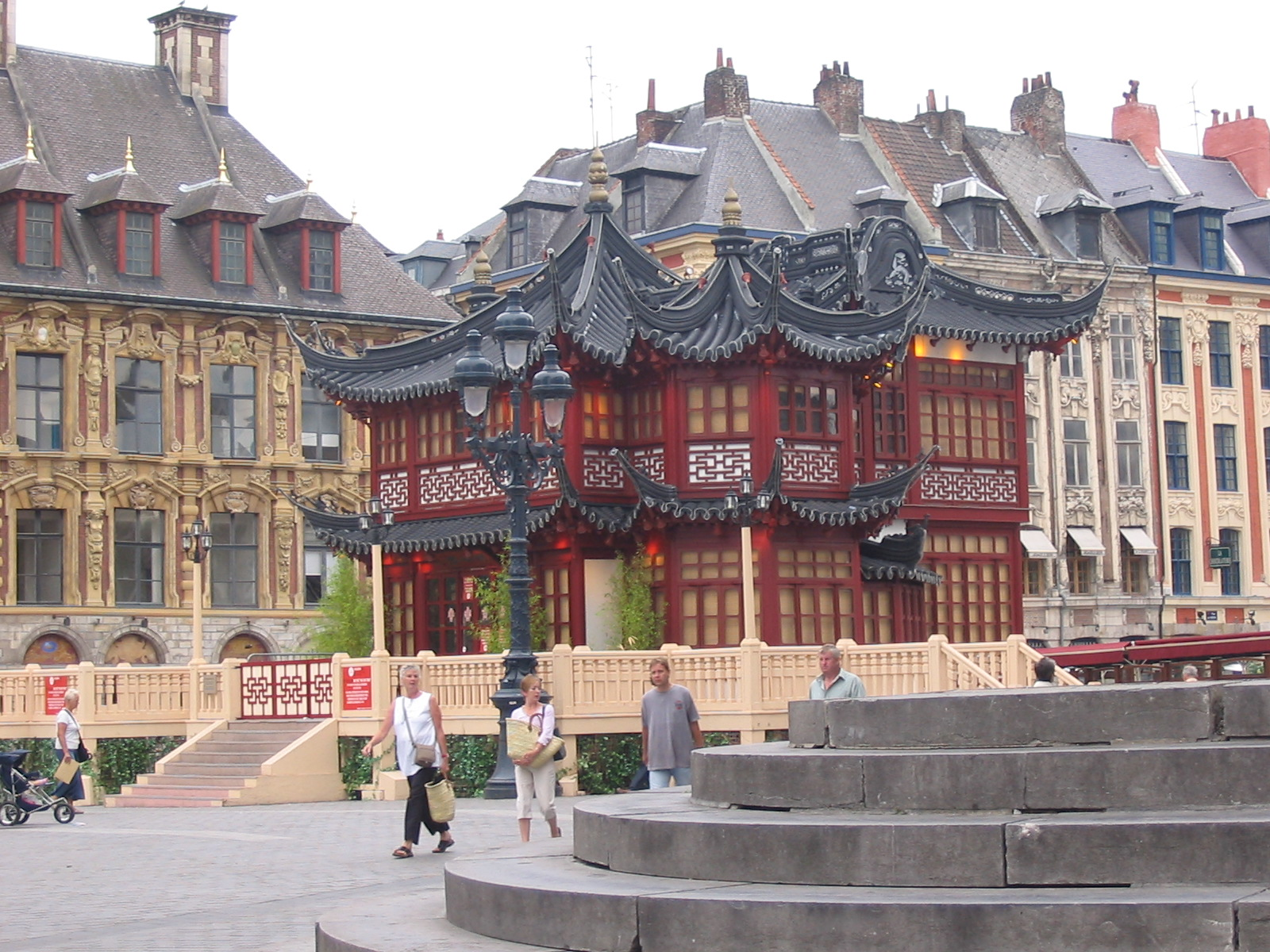
Lille 2004 : le pavillon chinois

Aujourd'hui, le tourisme dans la région a évolué, en se développant dans les terres. Après la crise économique des années 1970, le début des années 1990 marque un tournant. Encouragés par la venue en 1993 du TGV Nord-Europe puis des trains trans-Manche Eurostars, élus et responsables économiques développent la fréquentation de week-end et de proximité. Il s’est agi de tirer parti d’un patrimoine culturel et historique (beffrois, fortifications de Vauban, palais Rihour et Vieille Bourse à Lille) insuffisamment exploité, ainsi que de la proximité de trois capitales (Paris, Bruxelles et Londres).
Les musées d'art accompagnent également la reconversion de la région : rénovation du musée des beaux-arts de Valenciennes, ouverture d’une antenne du musée du Louvre à Lens, musée dans une ancienne piscine couverte à Roubaix, paris culturels inattendus et audacieux dans une ancienne région minière et métallurgique. Cette tradition industrielle elle-même fait l’objet d’une valorisation touristique importante au XXIe siècle. De plus, la sortie du film Bienvenue chez les Ch'tis en 2008 a contribué à valoriser la culture « ch'ti » qui lui est associé.
Le choix de Lille, capitale européenne de la culture en 2004, a consacré cette revalorisation.

## Données générales

### Moyens d'accès
Avec trois grands ports littoraux et plusieurs ports fluviaux, le tunnel sous la Manche, un aéroport à Lille et un réseau routier parmi les plus denses du monde[réf. souhaitée], la région est bien desservie par les transports tant au niveau régional qu'international.

### Emploi
Le Nord-Pas-de-Calais est la 8e région touristique sur les 22 régions de France ; le nombre d'emplois dédiés au tourisme dans la région est estimé à 32 300, plaçant le Nord-Pas-de-Calais au 9e rang des 22 régions de France métropolitaine. La majorité de ces emplois se concentrent dans la restauration et les commerces de détail, et moins dans l'hébergement que dans d'autres régions touristiques.
La part des emplois touristiques dans l'emploi total est plus important autour de Montreuil, Boulogne et Calais qu'autour de Lens, Valenciennes et du pays Pévélois. Ils représentent 11 % dans le sud de la Côte d'Opale (Berck-Le Touquet-Montreuil) et seulement 1,2 % à Hénin-Carvin-Lens-Liévin.

## Sites naturels et tourisme sportif

### La Côte d'Opale

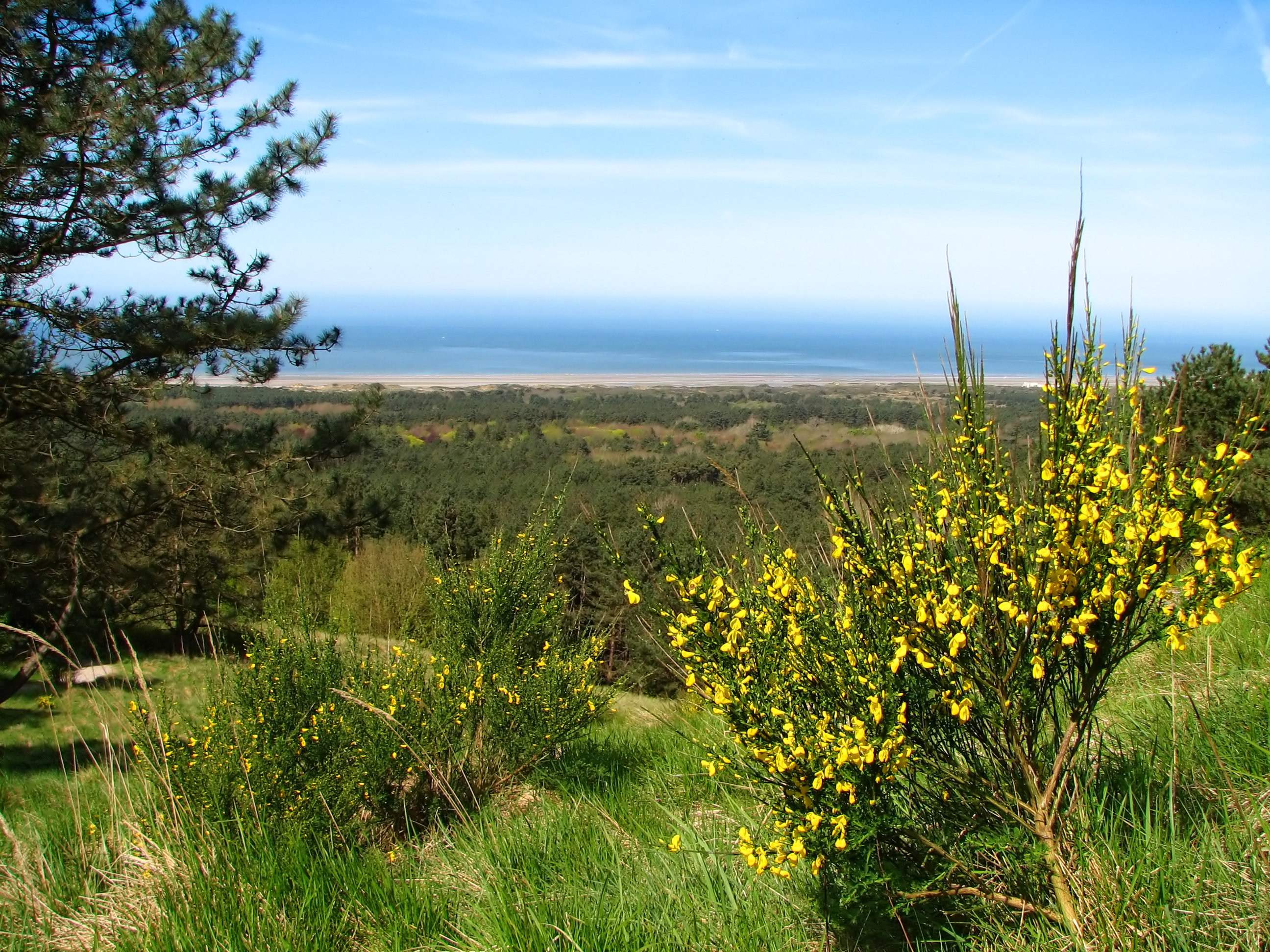
La Manche vue du mont Saint-Frieux à Neufchâtel-Hardelot.

La Côte d'Opale est la principale destination touristique de la région.
De Berck à Bray-Dunes, en passant par Le Touquet, Hardelot, Wimereux et Wissant, les stations balnéaires attirent de nombreux vacanciers et voient leur population considérablement augmenter l'été. Leurs plages font partie des plus grandes et belles[non neutre] plages d'Europe.
Les nombreux sites naturels (caps Blanc-Nez et Gris-Nez, mont Saint-Frieux, baies de Canche et d'Authie) constituent également l’intérêt touristique de la Côte d'Opale. Le parc naturel régional des Caps et Marais d'Opale est un espace protégé, situé autour des villes de Calais, Saint-Omer, Boulogne-sur-Mer et Étaples.

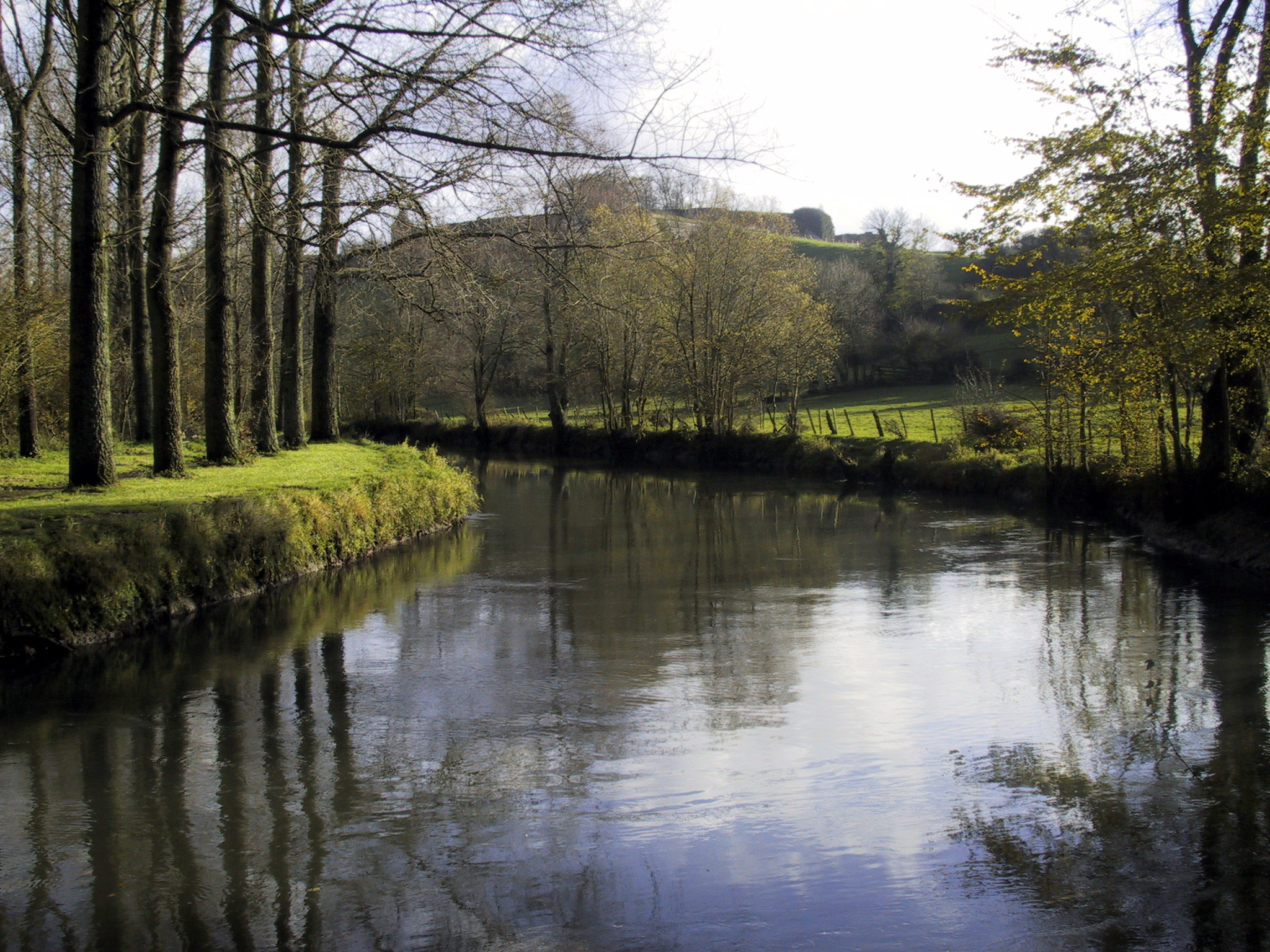
La Canche au pied des remparts de Montreuil

Sur les plages de la Côte d'Opale, on pratique des sports de voile comme le char à voile, la planche à voile, le cerf-volant, le speed sail et le kitesurf. Le Touquet et Ambleteuse sont des stations très cotées qui disposent notamment de magnifiques clubs de tennis, tandis que les Britanniques vont jouer au golf à Wimereux et Hardelot..
De nombreux touristes descendent chaque été la Canche en canoë-kayak passant par Hesdin, Beaurainville et Montreuil ainsi que de nombreux villages du bord de Canche.
La pêche de loisirs est très développée dans ce secteur de bocages. On y pêche même la truite sauvage. Des truites de mer migratrices remontent également la Slack, la Canche et l'Authie ainsi que quelques saumons qui sont pris certaines années. De nombreux efforts sont faits pour que ce grand migrateur revienne dans ces rivières ainsi que dans la Liane. Il est à noter que le plus grand saumon de France fut pêché à Brimeux sur la Canche à fin du siècle dernier.

### Dans les terres
L'Avesnois, dans le sud-est de la région, a développé depuis plusieurs années un tourisme de proximité encouragé par d’importants flux de transit (Belges, Néerlandais, Luxembourgeois, Allemands, Britanniques) : nombreux gîtes, randonnées, base de loisirs du Val-Joly. Les paysages de l'Avesnois sont verdoyants, inattendus d'une région d'industrie ancienne : prairies bocagères, forêts de feuillus, vergers, rivières sinueuses, moulins et villages pittoresques où les kiosques de spectacle et les oratoires en pierre bleue sont encore nombreux.

## Tourisme culturel

### Un riche patrimoine architectural

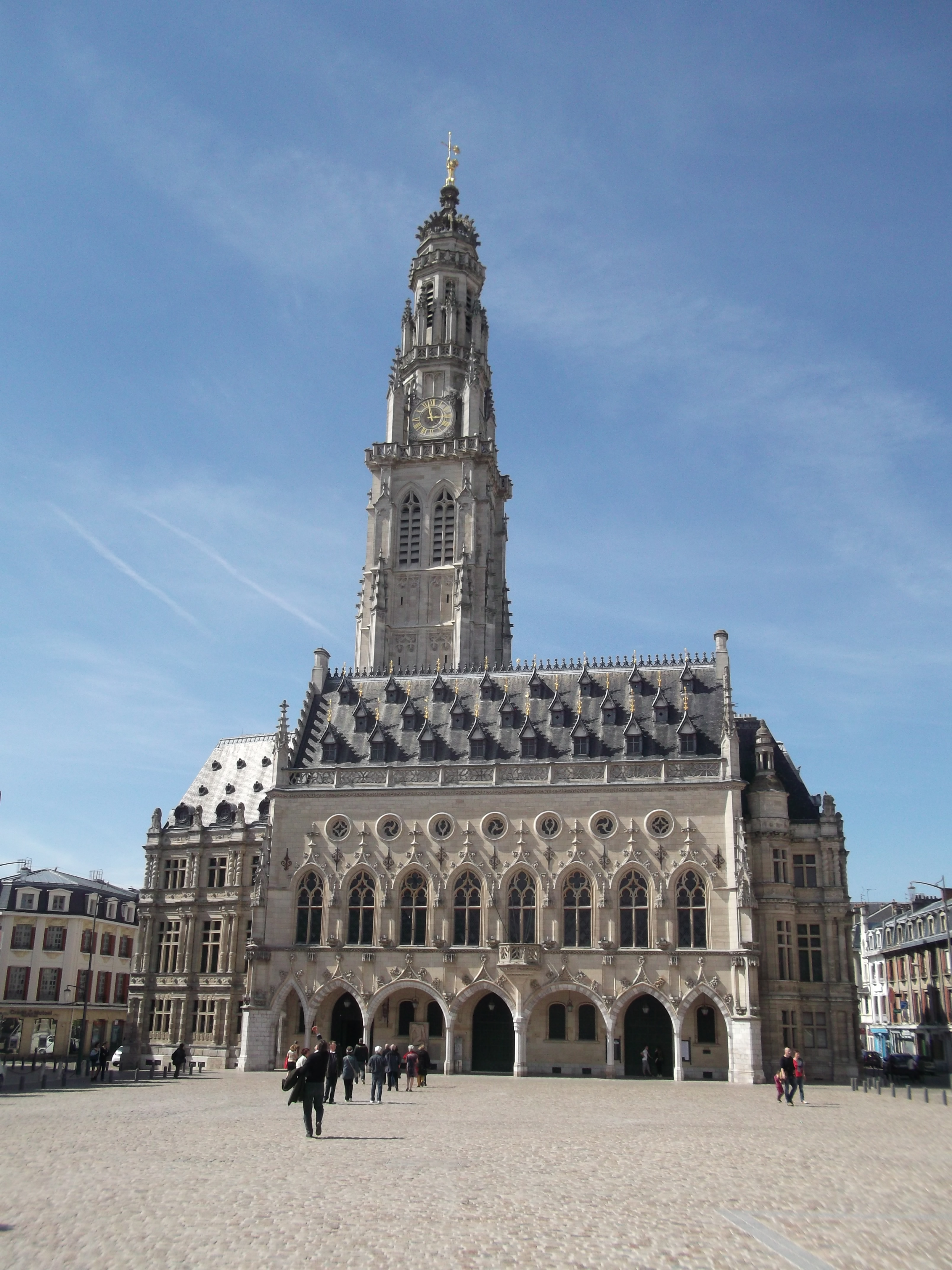
Le beffroi d'Arras.

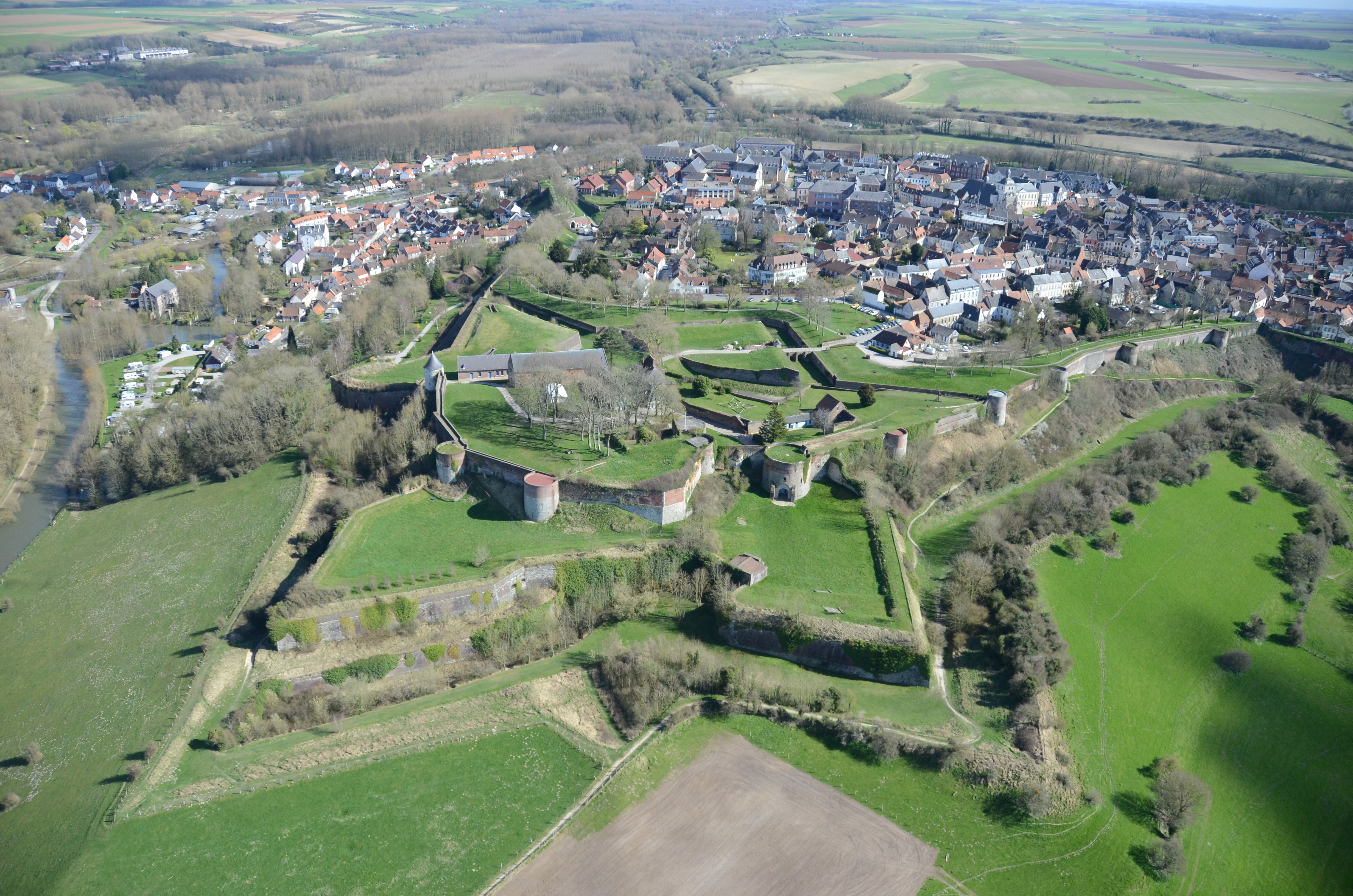
Montreuil et sa citadelle.

Urbanisée depuis l'Antiquité, le Nord-Pas-de-Calais est riche en patrimoine, même si beaucoup de villes ont subi les destructions de la Révolution et des guerres en raison de leur position frontalière.
La Préhistoire a laissé plusieurs sites de mégalithes constitués de dolmens, allées couvertes, menhirs, cromlechs ou polissoirs ; des vestiges importants de l'époque romaine existent entre autres à Famars et à Bavay.
Au Moyen-Âge, les beffrois étaient le symbole des libertés communales des villes de Flandre et de Hainaut ; dix-sept d'entre-eux dans les deux départements sont inscrits aujourd'hui sur la liste du patrimoine mondial de l'UNESCO.
La région, zone frontalière convoitée, a été l'objet de nombreux conflits qui ont amené la fortification des villes. Après les guerres de conquête de Louis XIV, Vauban consolida ces défenses en un « Pré carré » dont il reste entre autres la citadelle de Lille ou les remparts de Montreuil, sans doute l'une des villes les mieux préservées du Pas-de-Calais.
Plusieurs villes du Nord et du Pas-de-Calais sont classées ville d'art et d'histoire. Il s'agit d'Arras, Boulogne-sur-Mer, Cambrai, Lille, Roubaix, Tourcoing et Saint-Omer, sans oublier les pays de Lens-Liévin et Saint-Omer.

### Musées
(mai 2017).
Musées des Beaux-Arts :
- Musée des beaux-arts d'Arras ;
- Musée Benoît-Puydt de Bailleul;

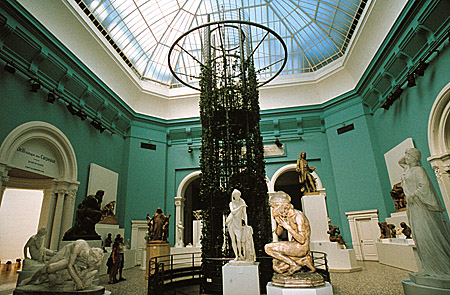
Musée des beaux-arts de Valenciennes

- Musée du Mont-de-Piété de Bergues;
- Château-Musée de Boulogne-sur-Mer (cinquième collection d'art égyptien dans le monde) ;
- Musée des beaux-arts de Cambrai ;
- Musée des beaux-arts de Calais ;
- Musée départemental Matisse du Cateau-Cambrésis ;
- Musée des beaux-arts de Dunkerque ;
- Musée des Augustins d'Hazebrouck;
- Musée d'Art moderne, d'art contemporain et d'art brut Lille Métropole-LaM de Villeneuve d'Ascq ;
- Musée des beaux-arts de Lille ;
- Musée d'Art et d'Industrie de Roubaix André-Diligent, La Piscine ;
- Musée de l'hôtel Sandelin, Saint-Omer et ses chefs-d'œuvre internationalement connus du XVIIIe siècle ;
- Musée Bruno-Danvin de Saint-Pol-sur-Ternoise;
- Musée du Touquet;
- Musée des beaux-arts de Tourcoing, MUba Eugène-Leroy ;
- Musée des beaux-arts de Valenciennes ;
- Musée de la Chartreuse (Douai) ;
- Musée de la Tour de l'Horloge (Guînes).

Autres musées :
- Musée du Compagnonnage, la maison Robespierre d'Arras;
- Forum antique de Bavay ;
- Musée de France d'Opale Sud de Berck-sur-Mer ;
- Musée régional d'ethnologie de Béthune ;
- Maison de la Beurière de Boulogne-sur-Mer ;
- Centre d'interprétation Art et Culture- Chœur de lumière de Bourbourg;
- Cité internationale de la dentelle et de la mode de Calais ;
- Musée départemental de Flandre de Cassel ;
- Musée caudrésien des Dentelles et des Broderies de Caudry ;
- Villa Cavrois de Croix ;
- Musée municipal et musée de la Résistance de Denain;
- Musée -Parc archéologique Arkéos de Douai ;
- Musée portuaire de Dunkerque ;
- Lieu d'art et action contemporaine-LAAC de Dunkerque ;
- Maréis à Étaples-sur-Mer ;
- Musée de la Marine à Etaples-sur-Mer,
- Musée des Bois jolis de Felleries;
- Musée de la Poterie et de la Faiencerie de Ferrière-la-Petite;
- Moulin-musée Winterberger de Frévent;
- Ecomusée de la ferme du Bommelaers Wall de Ghyvelde;
- Musée de la Mer de Grand-Fort-Philippe;
- Musée du dessin et de l'estampe originale de Gravelines ;
- Musée du textile et de la vie sociale à Fourmies ;
- Musée de la Douane et des Frontières d'Hestrud;
- Centre historique minier de Lewarde ;
- Musée de l'Hospice Comtesse de Lille ;
- Maison natale de Charles de Gaulle de Lille ;
- Centre d'Art Sacré de Lille ;
- Musée d'Histoire naturelle et de Géologie de Lille;
- Musée des Canonniers sédentaires  de Lille;
- Musée de la Poupée et du Jouet ancien de Wambrechies;
- Musée de la Résistance de Bondues;
- Musée régional des télécommunications en Flandres à Marcq-en-Barœul ;
- Maison Leroux - Musée de la Chicorée d'Orchies;
- Musée de la Tour abbatiale de Saint-Amand-les-Eaux;
- Antenne de l'Institut du Monde Arabe de Tourcoing;
- Maison du Bocage de Sains-du-Nord ;
- Bibliothèque de Valenciennes;
- Musée des moulins de Villeneuve-d'Ascq ;
- Musée de plein air de Villeneuve-d'Ascq ;
- Musée du Terroir de Villeneuve-d'Ascq;
- Musée Marguerite-Yourcenar de Saint-Jans-Cappel;
- Musée de la Vie frontalière de Godewaersvelde;
- Musée des Arts et Traditions populaires de Wattrelos;
- Musée Mémoire 39-45 à Calais.

Saint-Omer a conservé aussi une cathédrale ornée notamment de statues et de peintures allant du Moyen Âge au XIXe siècle, et où sont venus Saint Louis, Louis XIV et probablement Charles Quint. Autour de Saint-Omer se trouvent les marais audomarois d'où l'on peut rejoindre la mer en bateau en traversant les marais d'Ardres et de Guînes.

### Les legs des guerres
Les fortifications de Montreuil, les citadelles de Gravelines (« la Perle du Nord »), Lille (« La Reine des Citadelles ») et Le Quesnoy, œuvres de Vauban, témoignent du passé de frontière de la région. La ville d'Arras est candidate avec treize autres villes pour obtenir auprès de l'Unesco un classement au patrimoine mondial des fortifications de sa citadelle surnommée « la belle inutile », construite sur les plans de Vauban.
Le monument canadien de Vimy célèbre la mémoire des Canadiens tombés à la bataille de la crête de Vimy.
La Coupole d'Helfaut, située dans le Pas-de-Calais près de la ville de Saint-Omer, est un ancien bunker souterrain construit par l'Allemagne nazie entre 1943 et 1944. À l'origine ce bunker devait servir de base de lancement aux fusées V2, mais il n'entra jamais en service. Aujourd'hui la Coupole a été transformée en musée consacré à l'occupation dans le Nord-Pas-de-Calais, aux armes secrètes allemandes et à la conquête de l'espace pendant la guerre froide.
Le Fort des dunes a été construit en 1874 par le général Séré de Rivières qui dirigeait les services du génie et était maître d'œuvre de la construction d'un système de fortifications. On choisit le goulet de Bray-Dunes formé du cordon dunaire et de polders primitifs, possédant un canal, deux routes et une voie ferrée venant de la frontière belge, pour édifier le fort. Le Fort des dunes devait devenir l'une des pièces maîtresses de la stratégie de défense du territoire et de l'agglomération dunkerquoise.

### Activités humaines et passé industriel

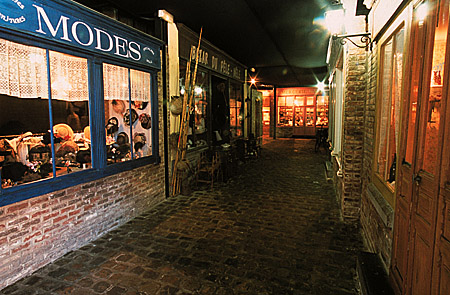
Écomusée de Fourmies-Trélon

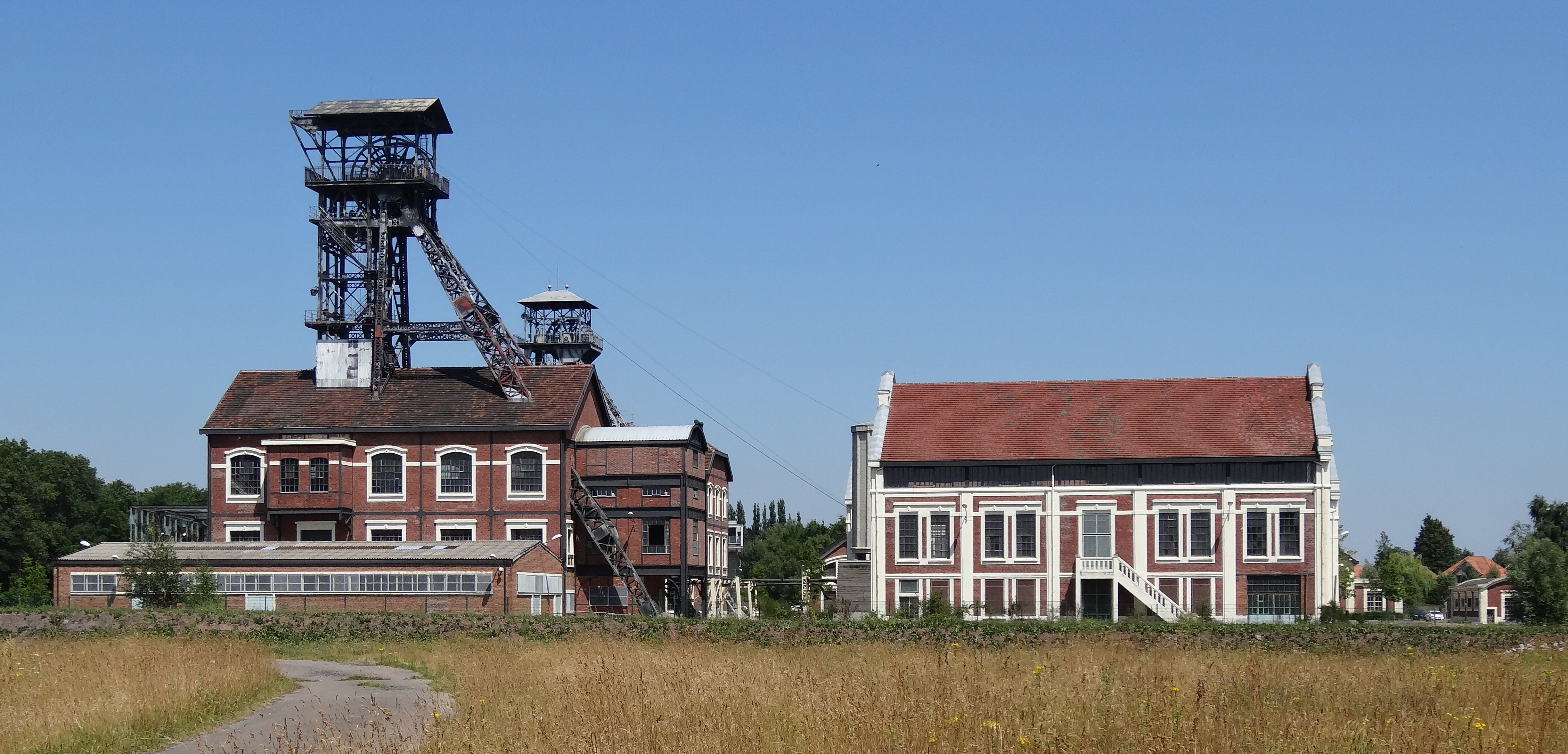
Les fosses 9 et 9bis de Oignies

C'est dans les communes de l'intérieur du Pas-de-Calais qu'a été inventé le concept de tourisme industriel avec la préservation des chevalets de mines dans le bassin minier du Nord-Pas-de-Calais (353 éléments répartis sur 109 sites comprenant charbonnages, chevalements, terrils, cités minières, manoirs, églises et divers monuments), puis l'ouverture du centre historique minier de Lewarde.
Autres centres d'intérêt dans la région :
- Musée du marbre et de la pierre bleue de Bellignies
- Musée de la dentelle de Caudry ;
- Musée de la faïence de Desvres ;
- Écomusée de l'Avesnois à Fourmies ;
- La Manufacture- Musée de la mémoire et de la création textile à Roubaix;
- Musée-atelier du verre de Sars-Poteries ;
- Musée-atelier du verre de Trélon;

## Tourisme festif et gastronomique

### Les fêtes

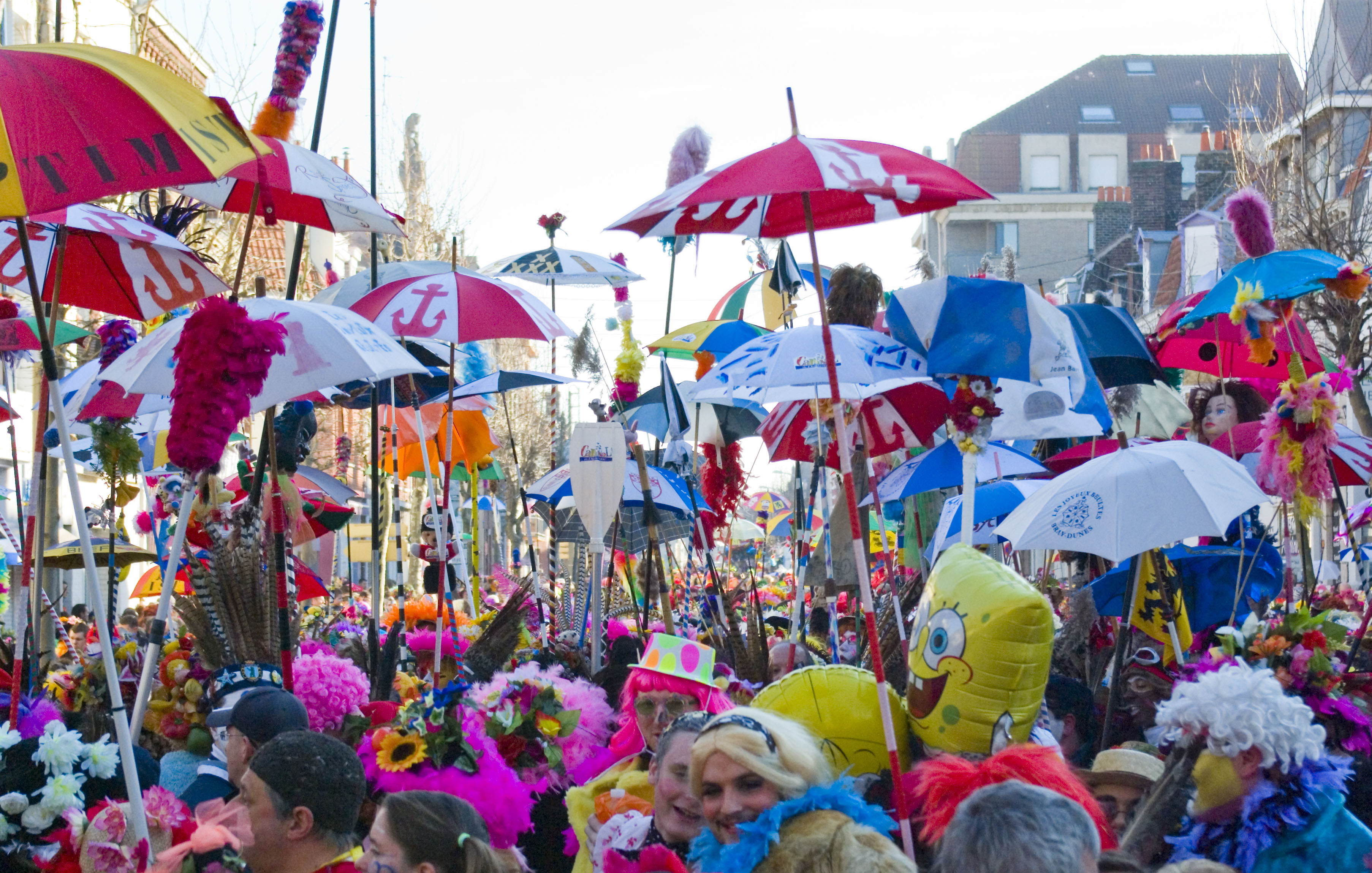
Carnaval de Dunkerque.

Les fêtes qui ponctuent l'année dans le Nord-Pas-de-Calais sont également des événements touristiques qui attirent beaucoup de visiteurs. Parmi les plus connues se trouvent le carnaval de Dunkerque et la braderie de Lille, le premier week-end de septembre.
Les géants font partie du folklore régional. Depuis novembre 2005, ceux-ci (notamment ceux de Douai et Cassel) et leurs fêtes sont inscrits au titre de chefs-d'œuvre du patrimoine culturel immatériel de l'humanité auprès de l'UNESCO.

### Les festivals
(mai 2017).
- Main Square Festival d'Arras
- Festival "Les Inouïes" d'Arras
- Festival de la Côte d'Opale
- Festival du Cinéma européen de Lille (anciennement Festival du film court de Lille)
- Festival international du Court-Métrage de Lille
- Festival Cinémondes de Lille
- Festival Les Paradis artificiels de Lille
- Festival Petits Pas de Lille
- Festival Prise Directe de Lille
- Festival Latitudes contemporaines de Lille
- Festival Wazemmes Accordéon de Lille
- Festival Culture Bar-Bars de Lille
- Festival Clef de Soleil de Lille
- North Summer Festival de Lille
- Lille Piano(s) Festival
- N.A.M.E. Festival
- Festival Toiles dans la Ville de Lille
- Festival Jazz en Nord
- Festival de Musiques de rue de Tourcoing
- Festival "Les Rues joyeuses" de Tourcoing
- Festival "La Voix du rock" de Tourcoing
- Festival La Nuit détonante de Tourcoing
- Tourcoing Jazz Festival Planètes
- Festival des Folklores du monde de Dunkerque
- Festival Mouette rieuse de Dunkerque
- Festival des Mondes Pluriels de Grande-Synthe
- Festival de carillons de Douai
- Festival Juventus (Cambrai)
- Festival Conteur en Campagne
- Nuits Secrètes d'Aulnoye-Aymeries
- Festival Les Malins Plaisirs de Montreuil-sur-Mer
- FIGRA-Festival international du Grand reportage d'actualité du Touquet-Paris-Plage
- Festival Piano Folies du Touquet-Paris-Plage
- Festival Musicales de Maréis d'Etaples-sur-Mer
- Festival d'Hardelot
- Festival des Images de la mer Nausicaà de Boulogne-sur-Mer
- Festival militaire multiépoque de Boulogne-sur-Mer
- The Beautiful Swamp Blues Festival de Calais
- Festival d'art sacré de Saint-Omer
- Festival Z'Arts Up de Béthune
- Festival international du film d'Arras

### Tourisme gastronomique

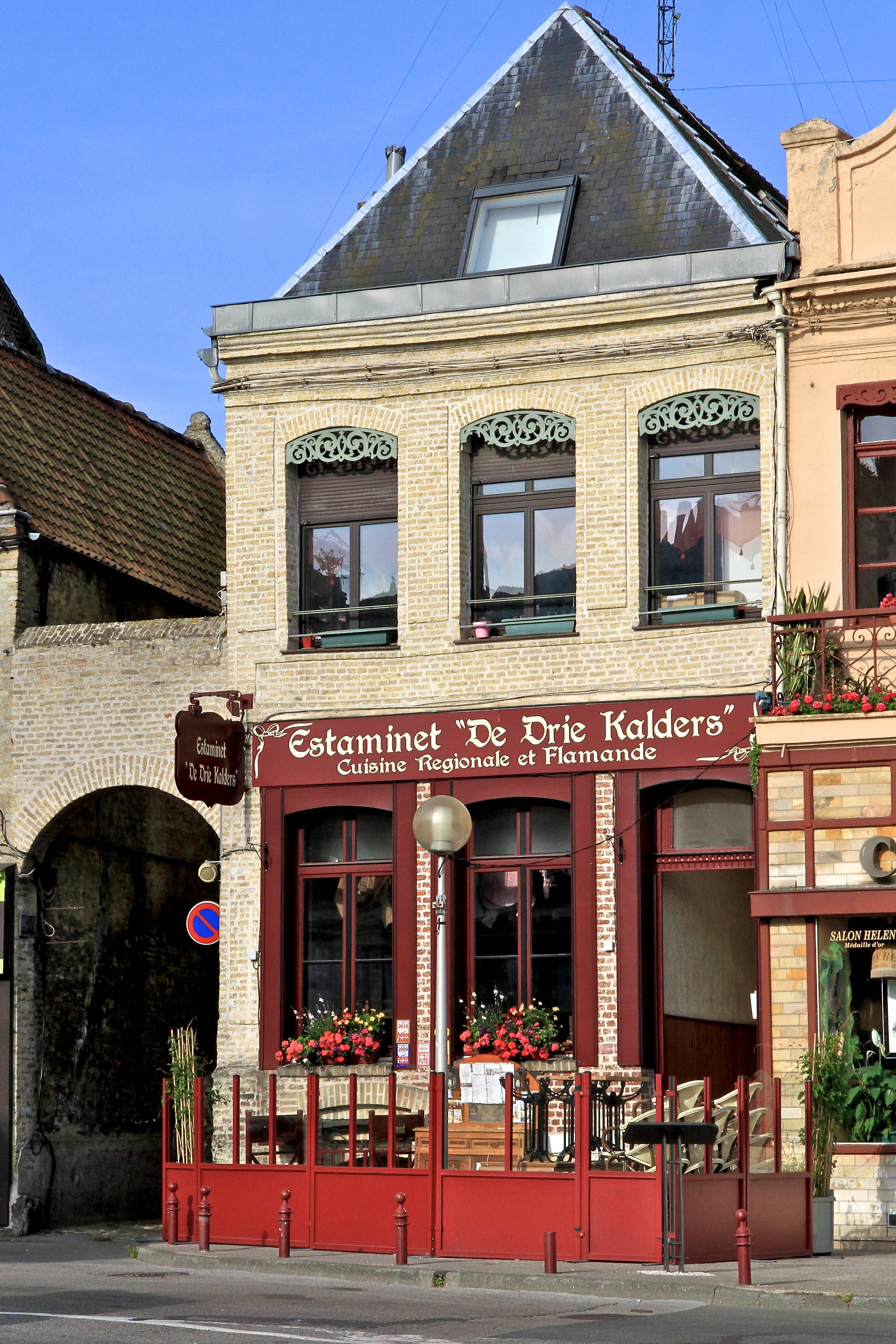
Estaminet à Saint-Omer.

La cuisine du Nord-Pas-de-Calais est longtemps restée méconnue dans la gastronomie française dont la référence restait la cuisine parisienne : quand le tourisme commence à se développer sur la côte d'Opale au début du XXe siècle, des trains spéciaux étaient affectés au transport des cuisiniers et autres personnels hôteliers vers les lieux de villégiature, comme Le Touquet.
Depuis la fin de ce siècle, quelques grands chefs s'attachent cependant à la mettre en valeur. À Busnes, la cuisine à base de produits régionaux de Marc Meurin, dans son restaurant Le Meurin, lui vaut deux étoiles au Guide Michelin. Il était le seul jusqu'en 2017, quand le restaurant d'Alexandre Gauthier La Grenouillière à La Madelaine-sous-Montreuil obtint également son deuxième macaron. Treize autres restaurants sont distingués par une étoile.
Un tourisme culinaire est aussi associé aux fêtes déjà évoquées : la braderie de Lille est indissociable de ses moules-frites. Tous les 1er mai, la fête de la soupe anime les rues du quartier Wazemmes de Lille. En juin a lieu la fête des fraises à Samer. L'ail fumé est à l'honneur en septembre à la foire d'Arleux.
Les estaminets, très nombreux avant la Première Guerre mondiale dans une partie de la région, connaissent une nouvelle vogue depuis les années 1990. Autrefois simples cafés, ils restent des lieux conviviaux où sont revisitées les spécialités régionales.

## Tourisme industriel
Comme partout en France et en Europe, il se développe dans la région:
- la confiserie Despinoy de Fontaine-Notre-Dame,
- la confiserie Afchain de Cambrai,
- la confiserie du Pré Catelan de La Madeleine,
- la distillerie Claeyssens de Wambrechies,
- la centrale nucléaire de Gravelines,
- la ferme brasserie Beck de Bailleul,
- la brasserie artisanale Thiriez d'Esquelbecq,
- la brasserie historique de l'abbaye du Cateau,
- Pocheco à Forest-sur-Marque,
- le port de Dunkerque,
- le port de Boulogne-sur-Mer,
- Arc International à Arques,
- la Maison du papier à Esquerdes,
- la brasserie Castelain à Bénifontaine,
- Page 24 : la brasserie Saint-Germain à Aix-Noulette,
- la Brioche Pasquier à Aubigny-en-Artois,
- la chocolaterie de Beussent Lachelle à Beussent,
- la criée de Boulogne-sur-Mer,
- la distillerie Persyn d'Houlle,
- les Escargots du Bocage à Airon-Saint-Vasst.

## Autres sites touristiques, parcs et jardins, parcs d'attractions et parcs zoologiques
- à Calais, la Compagnie du Dragon,
- à Lille: le Jardin écologique, le parc de la citadelle, le jardin Vauban, le jardin des Géants, le parc zoologique,
- à Roubaix: le parc Barbieux,
- à Tourcoing: le jardin botanique et serres pédagogiques,
- à Halluin: le parc arboretum du Manoir aux Loups,
- à Wattrelos: le parc du Lion,
- à Wambrechies: le parc floral,
- à Villeneuve-d'Ascq: le parc urbain, le parc du Héron,
- à Saint-Jans-Cappel: le parc Marguerite-Yourcenar,
- à Cassel: le jardin public: le jardin du Mont-des-Récollets,
- à Bergues: le jardin public du Groenberg,
- à Cambrai: les jardins publics,
- à Douai: le parc Bertin,
- à Houplin-Ancoisne: Mosaïc, le jardin des Cultures,
- les monts des Flandres: mont Cassel, mont Noir, mont des Cats,
- à Cappelle-la-Grande: le Plus-Palais de l'univers et des sciences,
- à Gravelines : l'Espace Tourville et le chantier de construction du "Jean-Bart",
- la réserve naturelle du platier d'Oye,
- à Maubeuge : le parc zoologique,
- à Eppe-Sauvage: le parc départemental du Val-Joly,
- la forêt de Mormal,
- la forêt de Rihoult-Clairmarais,
- à Arras: les boves, la Cité Nature,
- à Séricourt: les jardins,
- à Merlimont: le parc d'attractions de Bagatelle,
- à Berck-sur-Mer: Agora - L'Archipel des Loisirs,
- à Boubers-sur-Canche : pépinières Hennebelle,
- à Bouin-Plumaison : musée vivant de l'Abeille d'Opale,
- à Azincourt: centre historique médiéval;
- au Touquet-Paris-Plage : Aqualud,
- à Wimereux : les dunes de la Slack, les jardins de la Baie Saint-Jean,
- à Saint-Omer : le jardin public avec arboretum,
- le chemin de fer touristique de la vallée de l'Aa,
- à Nœud-les-Mines : Loisinord,
- à Houdain : le parc départemental  d'Olhain,
- la réserve naturelle du Romelaëre.